# Copa Cataratas de Futsal de 2014
A Copa Cataratas de Futsal de 2014, cujo nome oficial é Troféu Foz 100 Anos, é a segunda  edição da competição, que ocorre de 25 de fevereiro até 1º de março. O evento é sediado na cidade de Foz do Iguaçu, Paraná, contando com 8 equipes participantes. A competição recebe apoio da CBFS e da FPFS.
A equipe do Atlântico foi campeã após vencer o Jaraguá pelo placar de 2 a 1. O Futsal Foz Cataratas ficou com o terceiro lugar sem entrar em quadra após a desistência da ADC Intelli, que alegou que não jogaria a decisão do terceiro lugar "em função da péssima arbitragem durante todo o torneio".

## Regulamento
Participam da Copa Cataratas de Futsal 7 equipes convidadas mais a equipe sediante, que é o Foz Cataratas Futsal. É disputada em três etapas:
- Etapa Classificatória;
- Etapa Semifinal;
- Etapa Final.[5]

Etapa classificatória
Os oito cubes participantes são sorteados em dois grupos, "A" e "B"; as equipes jogam entre si, dentro dos seus determinados grupos, em sistema de rodízio simples.
Etapa Semifinal
Esta etapa é disputada pelas quatro equipes melhores classificadas na etapa anterior, quando ocorrem os seguintes cruzamentos:
1° colocado do grupo "A" X 2° colocado do grupo "B"
1° colocado do grupo "B" X 2° colocado do grupo "A"
Etapa final
Esta etapa é disputada em uma única partida, entre as equipes vencedoras da Etapa semifinal. O vencedor desta etapa será considerado o Campeão Copa Cataratas de Futsal de 2014.

## Participantes
| Equipe                    | Cidade                  | Estado   | Títulos.       |
| ------------------------- | ----------------------- | -------- | -------------- |
| ADC Intelli/Orlândia      | Orlândia                | SP       | 0 (não possui) |
| Atlântico                 | Erechim                 | RS       | 0 (não possui) |
| Concórdia/Umbro/Passarela | Concórdia               | SC       | 0 (não possui) |
| Copagril/Sempre Vida/MCR  | Marechal Cândido Rondon | PR       | 0 (não possui) |
| Foz Cataratas             | Foz do Iguaçu           | PR       | 0 (não possui) |
| Csm/Pré-Fabricar/Jaraguá  | Jaraguá do Sul          | SC       | 0 (não possui) |
| Krona Futsal              | Joinville               | SC       | 1 (2013)       |
| Seleção Paraguaia         | Paraguai                | Paraguai | 0 (não possui) |

## Classificação

### Grupo A
| Pos. | Equipes     | Pts. | J | V | E | D | GP | GC | SG |
| ---- | ----------- | ---- | - | - | - | - | -- | -- | -- |
| 1    | Atlântico   | 6    | 3 | 2 | 0 | 1 | 9  | 9  | 0  |
| 2    | ADC Intelli | 6    | 3 | 2 | 0 | 1 | 10 | 10 | 0  |
| 3    | Krona       | 4    | 3 | 1 | 1 | 1 | 9  | 5  | +4 |
| 4    | Copagril    | 1    | 3 | 0 | 1 | 2 | 4  | 8  | -4 |

#### 1ª Rodada
| 25 de fevereiro | Atlântico | 5 – 3 | ADC Intelli | Ginásio Costa Cavalcanti, Foz do Iguaçu |
| 16:00           |           |       |             |                                         |

| 25 de fevereiro | Krona | 1 – 1 | Copagril | Ginásio Costa Cavalcanti, Foz do Iguaçu |
| 17:30           |       |       |          |                                         |

#### 2ª Rodada
| 26 de fevereiro | Krona | 3 – 4 | ADC Intelli | Ginásio Costa Cavalcanti, Foz do Iguaçu |
| 17:30           |       |       |             |                                         |

| 26 de fevereiro | Atlântico | 4 – 1 | Copagril | Ginásio Costa Cavalcanti, Foz do Iguaçu |
| 19:00           |           |       |          |                                         |

#### 3ª Rodada
| 27 de fevereiro | Copagril | 2 – 3 | ADC Intelli | Ginásio Costa Cavalcanti, Foz do Iguaçu |
| 16:00           |          |       |             |                                         |

| 27 de fevereiro | Krona | 5 – 0 | Atlântico | Ginásio Costa Cavalcanti, Foz do Iguaçu |
| 17:30           |       |       |           |                                         |

### Grupo B
| Pos. | Equipes       | Pts. | J | V | E | D | GP | GC | SG |
| ---- | ------------- | ---- | - | - | - | - | -- | -- | -- |
| 1    | Jaraguá       | 9    | 3 | 3 | 0 | 0 | 12 | 4  | +8 |
| 2    | Foz Cataratas | 6    | 3 | 2 | 0 | 1 | 7  | 6  | +1 |
| 3    | Concórdia     | 3    | 0 | 1 | 0 | 2 | 7  | 8  | -1 |
| 4    | Paraguai      | 0    | 3 | 0 | 0 | 3 | 3  | 11 | -8 |

#### 1ª Rodada
| 25 de fevereiro | Jaraguá | 4 – 3 | Concórdia | Ginásio Costa Cavalcanti, Foz do Iguaçu |
| 19:00           |         |       |           |                                         |

| 25 de fevereiro | Foz Cataratas | 4 – 1 | Paraguai | Ginásio Costa Cavalcanti, Foz do Iguaçu |
| 20:30           |               |       |          |                                         |

#### 2ª Rodada
| 26 de fevereiro | Jaraguá | 5 – 1 | Paraguai | Ginásio Costa Cavalcanti, Foz do Iguaçu |
| 16:00           |         |       |          |                                         |

| 26 de fevereiro | Foz Cataratas | 3 – 2 | Concórdia | Ginásio Costa Cavalcanti, Foz do Iguaçu |
| 20:30           |               |       |           |                                         |

#### 3ª Rodada
| 27 de fevereiro | Concórdia | 2 – 1 | Paraguai | Ginásio Costa Cavalcanti, Foz do Iguaçu |
| 19:00           |           |       |          |                                         |

| 27 de fevereiro | Foz Cataratas | 0 – 3 | Jaraguá | Ginásio Costa Cavalcanti, Foz do Iguaçu |
| 20:30           |               |       |         |                                         |

## Play-Offs
|  | Semifinais    | Semifinais |   |               | Final          | Final |  |
|  |               |            |   |               |                |       |  |
|  |               |            |   |               |                |       |  |
|  | Atlântico     | 2          |   |               |                |       |  |
|  | Foz Cataratas | 1          |   |               |                |       |  |
|  |               |            |   |               |                |       |  |
|  |               |            |   |               |                |       |  |
|  |               |            |   |               | Atlântico      | 2     |  |
|  |               | Jaraguá    | 1 |               |                |       |  |
|  |               |            |   |               |                |       |  |
|  |               |            |   |               |                |       |  |
|  |               |            |   |               | Terceiro lugar |       |  |
|  |               |            |   |               |                |       |  |
|  | Jaraguá1      | 5          |   | Foz Cataratas | W.O.           |       |  |
|  | ADC Intelli   | 5          |   |               | ADC Intelli    | 0     |  |

1 A equipe do Jaraguá se classificou por ter a melhor campanha.

### Semifinal
| 28 de fevereiro | Atlântico | 2 – 1     | Foz Cataratas | Ginásio Costa Cavalcanti, Foz do Iguaçu |
| 20:45           |           | Relatório |               |                                         |

| 28 de fevereiro | Jaraguá | 5 – 5     | ADC Intelli | Ginásio Costa Cavalcanti, Foz do Iguaçu |
| 19:15           |         | Relatório |             |                                         |

### Terceiro lugar
| 1º de março | Foz Cataratas | W.O. – 0  | ADC Intelli | Ginásio Costa Cavalcanti, Foz do Iguaçu |
| 14:30       |               | Relatório |             |                                         |

### Final
| 1º de março | Atlântico                | 2 – 1     | Jaraguá   | Ginásio Costa Cavalcanti, Foz do Iguaçu |
| 16:00       | Silva 17' · Bagatini 31' | Relatório | Diego 36' |                                         |

## Premiação
| Copa Cataratas de Futsal de 2014 |
| Rio Grande do Sul                |
| -------------------------------- |
| Atlântico Campeão (1º título)    |